# Katia Fellin
Katia Fellin (* 1992 in Trient) ist eine italienische Schauspielerin.

## Leben
Die im Trentino und Südtirol aufgewachsene Katia Fellin zog nach ihrer Matura 2011 nach Deutschland, um ein Bachelorstudium in Mathematik an der Technischen Universität Berlin zu absolvieren. 2015 fing sie ein Schauspielstudiums an der Hochschule für Musik und Theater Rostock an. Nachdem sie ein Auslandssemester am Royal Conservatoire of Scotland verbracht hatte, schloss sie ihr Studium im Jahr 2019 ab.
Bereits während ihrer Studienzeit stand sie auf unterschiedlichen Theaterbühnen. So spielte sie an der Volksbühne Berlin und dem Mecklenburgischen Staatstheater Schwerin.
Da Fellin als zweisprachige Trentinerin sowohl Deutsch als auch Italienisch spricht, wirkte sie bereits in italienischen und deutschen Filmproduktionen mit. Ihr deutsches Leinwanddebüt gab sie 2019 in der Rolle der Ajam in der Komödie Welt unter und ihr italienisches Leinwanddebüt gab sie im gleichen Jahr in dem von Guido Lombardi inszenierten Drama Il ladro di giorni in der Nebenrolle der Johanna. Im deutschen Fernsehen war sie 2020 im Tatort: Die Zeit ist gekommen zu sehen.

## Filmografie (Auswahl)
- 2019: Il ladro di giorni
- 2019: Welt unter
- 2019: Tensione superficiale
- 2020: Tatort: Die Zeit ist gekommen
- 2020: The Man with the Camera
- 2020: Die Diplomatin – Tödliches Alibi (Fernsehreihe)
- 2021: Der menschliche Faktor
- 2021: Letzte Spur Berlin – Spurlos über Bord (Fernsehserie)
- 2021: Im Netz der Camorra
- 2021: SOKO Leipzig – Take Away (Fernsehserie)
- 2021: SOKO Potsdam – Leben lassen (Fernsehserie)
- 2021: Wild Republic (Fernsehserie, 8 Folgen)
- 2021: Der Palast (Mini-Fernsehserie, 3 Folgen)
- 2022: Der Bergdoktor (Fernsehserie, Folge Kalte Stille)
- 2022: Der Tod kommt nach Venedig (Fernsehfilm)
- 2022: Alice (Fernsehfilm)
- 2022: Der Gejagte – Im Netz der Camorra (Fernsehfilm)
- 2022: Die Wespe, Staffel 2, Sky Original Serie
- 2024: Push (Fernsehserie, 5 Folgen)
- 2024: Führer und Verführer
- 2024: The Man with the Camera
- 2024: Feste & Freunde – Ein Hoch auf uns! (Feste & Freunde)
- 2025: Weiss & Morales (Fernsehserie, 4 Folgen)